# Артем'єв Валентин Іванович
Валентин Іванович Артем'єв (нар. 25 серпня 1918 — пом. 1986) — радянський російський футболіст та тренер, виступав на позиції нападника.

## Життєпис
Син родоначальника відомої футбольної династії братів Артем'єва Івана Артем'єва. Футбольну кар'єру розпочав на аматорському рівні, грав на аматорському рівні за «Спартак II» (Москва), «Авіаучилище» (Сизрань). У складі футбольної команди ВПС провів у 1946 році в Групі II 18 матчів, відзначився 4 голами, в 1947 році в Групі I — 18 матчів, один гол. У чемпіонаті з хокею з шайбою 1946/47 років грав у команді ВПС МВО. У Кубку СРСР з футболу 1951 року зіграв один матч за команду військового інституту фізкультури.
Працював старшим тренером у командах ДОФ Севастополь (1957), «Торпедо» Липецьк (1963 — квітень 1964), «Сокіл» Ликино-Дулєво (1968).
Помер у 1986 році. Похований на Ваганьковському кладовищі поряд з батьком.